# 松崎澄夫
松崎 澄夫（まつざき すみお、1948年3月20日  - ）は、日本の音楽プロデューサー・実業家・歌手。轟 健二（とどろき けんじ）名義で、グループサウンズ「アウト・キャスト」、「アダムス」のボーカルとして活動した。また、アイドルグループ「キャンディーズ」の音楽プロデューサーや、芸能事務所・アミューズの社長・副会長も務めた。東京都渋谷区富ヶ谷出身。堀越高等学校卒業。

## 経歴
1965年、専属ミュージシャンとして渡辺プロダクションと契約。
1966年、水谷公生、穂口雄右らと、轟健二名義で「アウト・キャスト」を結成。その後、1968年、自身と水谷に、新しいメンバーを加えて、「アダムス」を結成。2年程活動する。
「アダムス」を解散後、青山のクラブのバンドで歌っているときに、渡辺プロの制作本部長に誘われ、1971年、渡辺音楽出版に入社。伊丹幸雄のデビュー・シングル「青い麦」（1972年）は、最初に手がけたレコードだった。
その後、東京音楽学院（渡辺プロが設立した音楽学校）を訪れた際に、教室に入ってきたキャンディーズの3人を見て「かわいい子がいる」と目を留め、「キャンディーズの担当をぜひ僕にやらせてほしい」と申し出て、キャンディーズの音楽プロデューサーを担当、キャンディーズのデビュー直後、穂口との会話の中で穂口が奇しくも3人が松崎の担当であることをずとも可能性を感じていたことを聞き、それを機に穂口に頼まれ3人のレッスンから作・編曲までを一任するようになった。また、アン・ルイスは、「恋のブギ・ウギ・トレイン」以降から担当していた。
1988年、キャンディーズの元マネージャで、渡辺プロの1期上の大里洋吉に誘われ、アミューズ入社。アミューズ常務取締役（1991年）、専務取締役（1999年）を経て、2005年4月、山本久に代わり、代表取締役社長に就任。2007年6月24日をもって、社長を退任し、取締役副会長へとなった。また、同年5月30日には、子会社のアミューズソフトエンタテインメントの代表取締役社長に就任した。2008年6月、取締役副会長を退任。
2010年4月、株式会社エフミュージックの代表取締役に就任。

## 人物
- ジャニーズの中谷良は、堀越高校の同級生[2]。

## 作品

### テレビアニメ
- ジャングルの王者ターちゃん（1993年 - 1994年、テレビ東京） - 音楽プロデューサー
- 学校のコワイうわさ 花子さんがきた!!（1994年 - 1995年、フジテレビ） - 音楽プロデューサー
- ぼのぼの（1995年 - 1996年、テレビ東京） - 音楽プロデューサー
- ビット・ザ・キューピッド（1995年 - 1996年、テレビ東京） - 音楽プロデューサー

### 映画
- アトランタ・ブギ（1996年） - 音楽プロデューサー
- 恋しくて（2007年） - 出演（プロダクション社長 役）、製作
- Little DJ〜小さな恋の物語（2007年） - 製作
- 奈緒子（2008年） - 製作代表
- フライング☆ラビッツ（2008年） - 製作
- フィッシュストーリー（2009年） - 製作
- MW-ムウ-（2009年） - 製作
- クヒオ大佐（2009年） - 製作